# Aspromonte
El Aspromonte es un macizo montañoso de la región italiana de Calabria, en concreto de la provincia de Reggio Calabria. Queda por encima del estrecho de Mesina, limitado al este por el mar Jónico, al oeste por el mar Tirreno y al norte por el río Petrace y los arroyos de Platì y de Careri. El pico más alto es el Montalto (1.955 m s. n. m.). 
El nombre significa "áspero monte" o "montañas abruptas", y así lo llamaron los granjeros que encontraron su terreno inclinado y suelo rocoso difícil de cultivar. Las rocas que lo forman son sobre todo gneiss y esquistos de mica, que forman típicas terrazas que se superponen. El macizo forma parte del Parque nacional del Aspromonte.
En la corta franja costera se cultivan cítricos, vides y olivos, mientras que a mayor altura la vegetación está compuesta sobre todo por robles y encinas por debajo de los 1000 metros y por pinos, abetos del Nebrodi y hayas por encima de esa altura. Los olivos crecen en abundancia. También, la rara bergamota, fruto amarillo limón que se usa en perfumería y para aromatizar el té Earl Grey, sólo crece en el Aspromonte meridional.
Puntos de atracción son la estación de esquí de Gambarie (1.311 m) y el Santuario de Nuestra Señora de Polsi, en el municipio de San Luca. Parte de la población ha conservado cultura griega y el idioma llamado griko (un dialecto griego).
Giuseppe Garibaldi, que desembarcó aquí con 3.000 voluntarios en su marcha hacia Roma, fue derrotado y capturado el 29 de agosto de 1862 en la batalla de Aspromonte.